# Two The Hard Way
Two The Hard Way je jediné studiové album dua Allman And Woman, v seskupení zpěvačky a herečky Cher a hudebníka Gregga Allmana, vydané v listopadu roku 1977 u Warner Bros. Records.

## O albu
Album vzniklo během manželství Cher a Gregga Allmana. Po komerční ani kritické stránce však neuspělo, neumístilo se v žádném hudebním žebříčku a celosvětově se ho prodalo přibližně 550 tisíc kusů.
Název alba byl inspirován názvem filmu z roku 1969 Five The Hard Way.
Ve stejném roce vyjeli společně na mini turné Two The Hard Way Tour.
Krátce po vydání alba se Cher a Gregg Allman rozešli, rozvod byl definitivně ukončen v roce 1979.
Jako všechna alba Cher ze sedmdesátých let vydaná společností Warner Bros., ani toto nevyšlo nikdy na kompaktním disku. Podle časopisu Billboard vlastní Che veškerá práva a vydavatelství nemá žádné pravomoce.

### Singly
Z alba vyšly dva singly. Pilotním singlem se stala píseň "Move Me", která vyšla na 7palcové desce s písní "Love Me" na straně b. Druhým singlem se stala píseň "You've Really Got A Hold On Me", rovněž na 7palcové desce s písní "Move Me" na straně b. Singl vyšel na konci roku 1977 pouze v Německu. Ani jeden ze singlů se nikde neumístil.

## Seznam skladeb
| Pořadí | Název                          | Autor                                                             | Délka |
| ------ | ------------------------------ | ----------------------------------------------------------------- | ----- |
| 1.     | Move Me                        | Fred Beckmeier, Vella M. Cameron, Steve Beckmeier, Jimmie Cameron | 2:58  |
| 2.     | I Found You Love               | Alan Gordon                                                       | 3:58  |
| 3.     | Can You Fool                   | Michael Smotherman                                                | 3:21  |
| 4.     | You've Really Got A Hold On Me | Smokey Robinson                                                   | 3:18  |
| 5.     | We're Gonna Make It            | Billy Davis, Carl Smith, Raynard Miner, Gene Barge                | 3:15  |
| 6.     | Do What You Gotta Do           | Jimmy Webb                                                        | 3:26  |
| 7.     | In For The Night               | Ed Sanford, Johnny Townsend                                       | 3:34  |
| 8.     | Shadow Dream Song              | Jackson Browne                                                    | 3:43  |
| 9.     | Island                         | Gregg Allman, Colton, Nell, Trotter, Cher                         | 4:25  |
| 10.    | I Love Makin' Love To You      | Benjamin Weisman, Evie Sands, Richard Germinero                   | 3:49  |
| 11.    | Love Me                        | Jerry Leiber, Mike Stoller                                        | 2:48  |